# Godło Timoru Wschodniego
Godło Timoru Wschodniego zostało wprowadzone 18 stycznia 2007 roku. Przedstawia pośrodku okręgu tarczę w kształcie piramidy o czerwono-złotym obramowaniu. W polu czarnym tarczy u góry pięcioramienna srebrna promieniująca gwiazda. Pod nią na złotym podeście otwarta czerwona księga. Po bokach księgi złote wiązka ryżu i kolba kukurydzy. Pod nimi karabin AK, strzała i łuk. Pod tarczą wstęga z dewizą Unidade, Acção, Progresso (pol. Jedność, Działanie, Rozwój).
Kształt tarczy nawiązuje do najwyższej góry Timoru Wschodniego Ramelau (Tatamailu) – 2963 m n.p.m.). Barwy tarczy i godła z flagi państwowej.
Zastąpiło ono stare godło z lat 2002-2007.
Stare godło składa się z tarczy przedstawiającej skrzyżowane szable oraz gwiazdę (w tle tarczy znajduje się druga gwiazda), otaczającego ją napisu Republica Democratica de Timor-Leste (Demokratyczna Republika Timoru Wschodniego) oraz z wstęgi z mottem narodowym Honra, Pátria e Povo – Honor, Ojczyzna i Lud.
Godło istniało od 2002 roku – od momentu uzyskania przez kraj pełnej niepodległości do 18 stycznia] 2007 roku – czasu wprowadzenia nowego godła.

## Historia

Herb Portugalii w Timorze Portugalskim 1520–1975
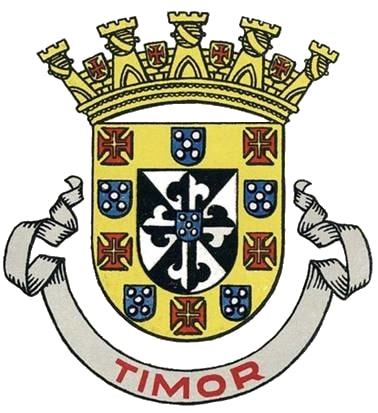
Herb Timoru Portugalskiego 1933–1935
Herb Timoru Portugalskiego 1935–1951
Herb Timoru Portugalskiego 1951–1975
Tarcza
Herb Timoru Wschodniego podczas rządów Indonezji 1975–1999
Herb Timoru Wschodniego podczas Administracji ONZ 1999–2002
Pierwszy herb niepodległego Timoru Wschodniego 2002–2007